# ماكسين كاسن
ماكسين كاسن (بالإنجليزية: Maxine Cassin) (1927 - 2010)؛ كاتِبة وشاعرة أمريكية. درست في جامعة تولين.